# 隆格维尔 (加来海峡省)
隆格维尔（法語：Longueville，法語發音：[lɔ̃ɡvil] ⓘ）是法国上法蘭西大區加来海峡省的一个市镇，属于滨海布洛涅区。

## 地理
隆格维尔（50°43'56"N, 1°52'50"E）面积3.49 平方千米，位于法国上法蘭西大區加来海峡省，该省份为法国北部沿海省份，西北濒北海，南至索姆省，东临北部省。
与隆格维尔接壤的市镇（或旧市镇、城区）包括：班冈、布吕南贝尔、埃讷沃、纳布兰冈、叙尔克。

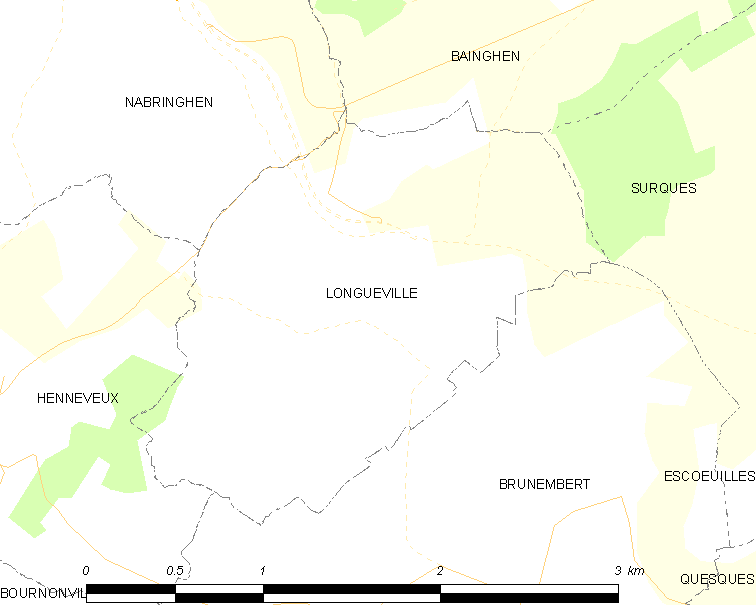
的OSM定位图

隆格维尔的时区为UTC+01:00、UTC+02:00（夏令时）。

## 行政
隆格维尔的邮政编码为62142，INSEE市镇编码为62526。

## 政治
隆格维尔所属的省级选区为代夫勒县。

## 人口

1962-2008年间人口变化图示

隆格维尔于2022年1月1日时的人口数量为147人。